# Steffen Roth (Wirtschaftswissenschaftler)

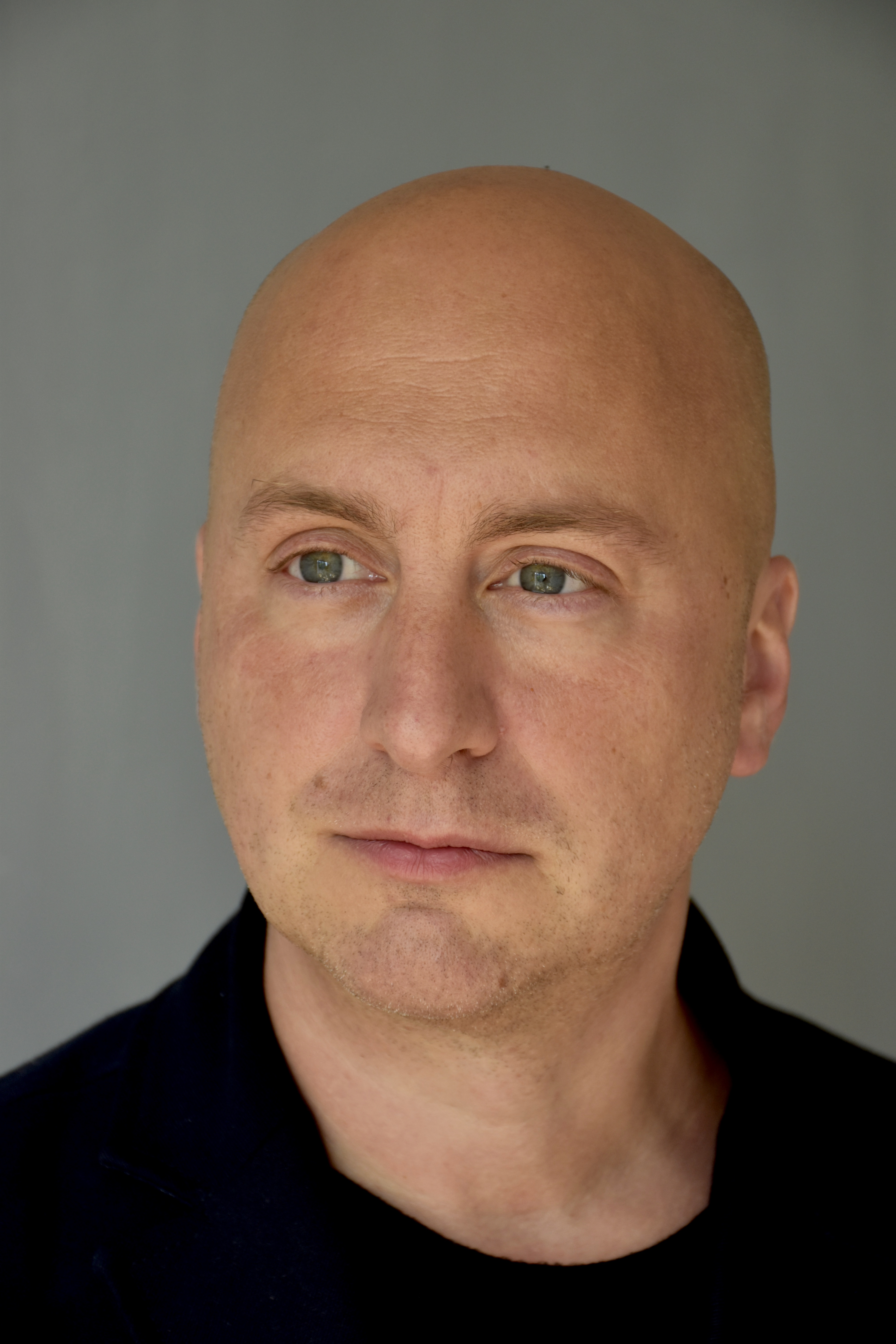
Steffen Roth

Steffen Roth (* 8. August 1976 in Würzburg) ist ein deutscher Soziologe, Wirtschaftswissenschaftler und Hochschullehrer. Er ist ordentlicher Professor für Management an der Excelia Business School in La Rochelle, ordentlicher Professor für Sozialwissenschaften an der Kazimieras-Simonavičius-Universität in Vilnius und Visiting Fellow am Wolfson College der Universität Cambridge.

## Leben
Roth graduierte 2002 an der Technischen Universität Chemnitz, an deren wirtschaftswissenschaftlicher Fakultät er 2010 mit einer markttheoretischen Arbeit zum Dr. rer. pol. promoviert wurde. 2013 erwarb er an der Universität Genf zudem einen Ph.D. in Soziologie.
Von 2010 bis 2011 war Roth Gastprofessor und Open Society Foundations Fellow an der Soziologischen Abteilung der Staatlichen Universität Jerewan. Roth war Gastprofessor an der Abteilung für Management, Politik und Philosophie der Copenhagen Business School (2012), der wirtschaftswissenschaftlichen Abteilung der Universität Cagliari (2012) und der Internationalen Universität in Rabat (2012–2017). Von 2012 bis 2016 war er als Juniorprofessor für Management und Organisation an der ESC Rennes School of Business tätig. 2018 wurde ihm vom Italienischen Ministerium für Erziehung, Wissenschaft und Universität die Habilitation (facultas docendi) in Wirtschafts- und Umweltsoziologie erteilt. 2020 hat ihn die Universität Turku zum Privatdozenten (venia legendi) für Soziologie ernannt. Roth ist Gründungsdirektor des Next Society Institute an der Kazimieras-Simonavičius-Universität. Seit 2021 ist Roth auch als Gastprofessor am Wittener Institut für Familienunternehmen der Universität Witten/Herdecke tätig. Von 2022 bis 2024 war er Präsident des Senats der Kazimieras-Simonavičius-Universität.

## Forschung
Roths Arbeiten sind von der Theorie sozialer Systeme Niklas Luhmanns beeinflusst. Seine Forschungsschwerpunkte liegen auf der Weiterentwicklung und Anwendung von Theorien der funktionalen Differenzierung. Roth gehört zu den ersten Sozialwissenschaftlern, die Culturomics zur Klärung soziologischer Fragestellungen einsetzen, etwa zur Überprüfung soziologischer (Selbst-)Beschreibungen moderner Gesellschaften.
Roth beschäftigt sich zudem mit Theorien und Anwendungsfällen multifunktionaler Organisationen und Märkte. Weitere Forschungsfelder sind Zukunftsforschung sowie die digitale Transformation von Sozialtheorie.

## Berufliches Engagement
Steffen Roth ist Editor-in-Chief von Kybernetes, Assoziierter Herausgeber von Systems Research and Behavioral Science und Mitglied der Herausgebergremien von Sociology und Cybernetics and Human Knowing. 
Von 2022 bis 2025 Roth gehörte zudem dem Exekutivkomitee des Inter-University Centre Dubrovnik an.

## Schriften
Monographien
- mit Heiko Kleve und Fritz B. Simon: Lockdown: Das Anhalten der Welt. Debatte zur Domestizierung von Wirtschaft, Politik und Gesundheit. Heidelberg 2020. ISBN 978-3-8497-0367-7.
- Markt ist nicht gleich Wirtschaft. These zur Begründung einer allgemeinen Marktsoziologie. Heidelberg 2010, ISBN 978-3-89670-936-3.
- The multimedia organization. Functional differentiations on organizational identity. Genf 2013.

Artikel
- The Great Reset. Restratification for lives, livelihoods, and the planet. In: Technological Forecasting and Social Change, Vol. 166, 2021, S. 120636.
- mit Vladislav Valentinov: East of nature. Accounting for the environments of social sciences. In: Ecological Economics, Vol. 176, 2020, S. 106734.
- mit Peter Schwede, Vladislav Valentinov, Kresimir Zazar und Jari Kaivo-oja: Big data insights into social macro trends (1800-2000): A replication study, Technological Forecasting and Social Change, Vol. 149, 2019, S. 119759.
- Coining societies. An inter-functional comparative analysis of the Euro. In: Innovation: The European Journal of Social Sciences. Vol. 27, Nr. 4, 2014, S. 99–118.
- Fashionable functions. A Google ngram view of trends in functional differentiation (1800–2000). In: International Journal of Technology and Human Interaction. Vol. 10, Nr. 2, 2014, S. 34–58.